# Бешенцов, Александр Николаевич
Александр Николаевич Бешенцов (Бешенцев) (1809/1810 — не ранее 1883) — поэт, беллетрист.

## Биография
Из родовитых мелкопоместных дворян Тверской губернии. После домашнего воспитания ― унтерофицер (1828), затем (с 1829) подпрапорщик лейб-гвардейского Измайловского полка, командированный в Школу юнкеров. Летом 1830 года великий князь Михаил Павлович по представлению командира школы испрашивал «высочайшего разрешения» перевести Бешенцова в армию, поскольку он «от небрежного, по-видимому, воспитания не имеет ни прилежания, ни отличительно нравственных свойств» гвардейского офицера. 3 июля Николай I санкционировал перевод «С тем, чтобы он прежде четырёхлетней выслуги в звании армейского юнкера в офицеры произведён не был». Участвовал в походах против горцев (1830―1831). Произведён в прапорщики (1835). В 1836 году «за болезнью уволен от службы». Дворянский заседатель Бежецкого уездного суда (1845―1847). С 1855 года писец Московской удельной конторы (без жалованья); к концу 1850-х гг. в отставке в чине губернского секретаря. Московский домовладелец.
В бумагах А. В. Никитенко сохранились автографы двух ранних (1839) стихотворений Бешенцова ― «К …» и «Бородино», предложенных в журнале «Сын отечества». Первый сборник Бешенцова «Сочинения в прозе и стихах» (1858) вызвал отрицательные рецензии, в которых отмечались «неправильности версификационные и грамматические», бессодержательность драмы-водевиля «Жеребий» (позже, в 1877, запрещена к постановке) и других его произведений. На последнюю рецензию Бешенцов ответил брошюрой «Ответ скромного поэта нескромному рецензенту» (1859). Контраст действительной жизни Бешенцова и его идеализированного автопортрета («этот Бешенцов ― ростовщик … и в то же время этот господин пишет идеальные стихотворения», комическая претенциозность псевдоромантической поэтики Бешенцов, равнодушие к «вопросам общего блага» обусловили уничтожающий отзыв Добролюбова о его сборнике. Брошюру «По поводу рецензии» (1859), в которой Бешенцов обвинил рецензента в недобросовестиости и личной неприязни, он прислал в «Современник» с просьбой её перепечатать. Стихотворное заключение к брошюре вместе с репликой Добролюбова «Расписка г. Бешенцова в получении …» появилось в «Свистке». Бешенцов выпустил «Собрание стихотворений по случаю войны с Турцией 1877» (1878) и «Собрание патриотических стихотворений» (1880), а также ряд отдельно изданных стихотворений, проникнутых монархическими умонастроениями.
Среди стихотворений Бешенцова более удачны написанные в жанре романса или песни, в том числе популярные «Отойди, не гляди», «Вам не понять моей печали». Роман «Ссыльная» (1866), «Сказано, что Азия» (1877, под названием «Освобождённая» ― 1882) ― отголосок романтической прозы: мелодрамматические эффекты сопровождают неоправданное нагромождение событий, герои обуреваемы небывалыми страстями. Вместе с тем отдельные эпизоды, построенные в форме воспоминаний героев и, по-видимому, автобиографические, написаны достоверно, в частности глава «Ссыльные», где автор с сочувствием описывает сосланных на Кавказ декабристов.
В 1880-е гг. было высказано предположение, что Бешенцов ― литературная мистификация Б. Н. Алмазова, решительно опровергнутое
сыном последнего. 26 сентября 1911 года Н. М. Ежов писал С. Н. Шубинскому: «… хочу написать очерк о московском поэте-ростовщике А. Н. Бешенцове, полемизировавшем с Добролюбовым. Я ребенком бывал в доме этого курьёзного сочинителя. В Бешенцове отразилась эпоха 1860-х годов. Это был жадный дворянин-крепостник, лишившийся крестьян и захотевший сам зарабатывать деньги двумя способами: поэтическим и лихвенным. На обоих он потерпел неудачу. У меня есть портрет этого чудака, его сочинения и рукописи». Очерк, однако, в «Историческом вестнике» не появился, бумаги Бешенцова в фонде Ежова не обнаружены.